# عثمان بن قائد
عُثْمَانُ بْنُ أَحْمَدَ بْنِ سَعِيدِ بْنِ عُثْمَانَ بْنِ قَائِدٍ النَّجْدِيُّ الدِّمَشْقِيُّ الْقَاهِرِيُّ الْحَنْبَلِيُّ ويُعرف اختصارًا بـ ابن قائد (1022 – 14 جمادى الأولى 1097هـ / 1613 – 8 أبريل [نيسان] 1686م)، فقيه حنبلي.

## سيرته
ولد في بلد العيينة في قرىٰ نجد ونشأ بها، ورحل إلى دمشق، فأخذ عن علمائها، وانتقل إلى القاهرة، فتوفي فيها.

## شيوخه
- عبد القادر التغلبي، أخذ عنه في الشام.
- ابن بلبان الحنبلي، أخذ عنه في الشام.
- محمد بن أحمد الخلوتي، أخذ عنه في مصر.
- ابن العماد الحنبلي، أخذ عنه في الشام.
- عبد الله بن محمد بن ذهلان، أخذ عنه في نجد.
- أبو المواهب الحنبلي، شيخ الحنابلة في الشام.
- محمد بن موسى البصيري النجدي (ت. أواخر القرن الحادي عشر)، أخذ عنه في نجد.

## تلاميذه
أخذ عنه خلق كثير من النجديين، والشاميين والمصريين منهم:
- أحمد بن محمد بن عوض النابلسي، وله حاشية على هداية الراغب.
- محمد بن الحاج مصطفى الجيتي.
- تاج الدين الخلوتي
- محمد الجيلي، وله منه إجازة.

## مؤلفاته
من تصانيفه:
- هداية الراغب شرح عمدة الطالب، وهو شرح مفيد مسبوك سبكا حسنا، حرره تحررا نفيسا، فصار من أنفس كتب المذهب.[11][12]
- حاشية على منتهى الإرادات.
- شرح أرجوزة التستري في الفرائض.
- الإسعاف في إجارة الأوقاف.
- رسألة في الرضاع (قطع النزاع في أحكام الرضاع).
- نجاة الخلف في اعتقاد السلف.
- مختصر درة الغواص فيما وهم على الخواص.
- شرح النجدي على منظومة الأجهوري في إعراب البسملة.

## ثناء العلماء عليه
- قال ابن عوض: «علَّامةِ زمانِه، وفريدِ عصرِه وأَوانِه، خاتمةِ المحقِّقين، كنزِ النُّحاةِ والمُعْرِبين، عُمدَةِ الفقهاءِ والمحدِّثين، مَن هو عَن الشهرةِ والثناء جَلِيٌّ، الشيخ عثمانَ بنِ أحمدَ بنِ سعيدٍ النَّجْديِّ»[13]
- قال السفاريني (ت 1188هـ): «أَفْضَلِ الْمُتَأَخِّرِينَ وَخَاتِمَةِ الْمُحَقِّقِينَ، الشَّيْخِ عُثْمَانَ النَّجْدِيِّ»[14]